# Claudia Koll
Claudia Koll, właściwie Claudia Colacione (ur. 17 maja 1965 w Rzymie) – włoska aktorka pochodzenia rumuńskiego.

## Życiorys

### Wczesne lata
Urodziła się w 1965 roku w zamożnej włosko-rumuńskiej rodzinie. Rodzice byli lekarzami. Ze względu na problemy zdrowotne matki, początkowo wychowywała ją niewidoma babcia, która wywarła duży wpływ na jej późniejsze życie duchowe. Rozpoczęła studia medyczne jednak po czterech latach zmieniła kierunek na aktorstwo, wbrew woli rodziców od których uciekła. Utrzymywała się z bycia modelką oraz grywania w reklamach.

### Kariera
Wielką popularność przyniósł jej występ w filmie erotycznym - Così fan tutte z 1992 roku, gdzie odegrała rolę cudzołożnicy Diany. Dzięki temu filmowi stała się włoskim symbolem seksu, otrzymała wiele propozycji występu w podobnych filmach oraz uczestniczyła w kilku sesjach zdjęciowych do popularnych magazynów dla dorosłych.
W 1995 roku prowadziła Festiwal Piosenki Włoskiej w San Remo wraz z Pippo Baudo i Anną Falchi. Od połowy lat 90., grała w komediach m.in. Linda e il brigadiere czy Cucciolo. Była jedną z najlepiej opłacanych aktorek we Włoszech.
Po zbliżeniu się do wiary katolickiej występowała w następujących filmach telewizyjnych: Maria Goretti (biografia młodej świętej) grając rolę hrabiny Mazzoleni; Święty Piotr, o przybyciu Apostoła do Rzymu (rola Anny); Una cosa in mente (Jedna rzecz w głowie), biografia Cottolengo (rola Marianny Nasi, współpracownicy Świętego); Io non lo so (Ja tego nie wiem), film o Zgromadzeniu Sióstr Miłości Św. Joanny Antidy Thouret; Il mio Francesco (Mój Franciszek), film o św. Franciszku z Asyżu.
Claudia Koll występowała również w teatrze, m.in. w spektaklu Prigioniero della seconda strada w reżyserii Neila Simona, gdzie pasjonuje się figurą św. Marii Magdaleny de'Pazzi z Florencji.

## Życie prywatne
Od 2000 roku jest praktykującą katoliczką, co jak przekonuje pozwolił jej na pozbyciu się ciężarów z przeszłości aktorskiej.
Dokonał się więc w jej życiu osobistym i zawodowym zasadniczy przełom. W duchu solidarności i wielkiego zaangażowania Claudia podejmuje wiele różnych działań, które mają na celu niesienie konkretnej pomocy duchowej i materialnej wielu osobom potrzebującym. W 2005 roku założyła Stowarzyszenia włoskiego „Le opere del Padre” (Dzieła Ojca), które ma na celu pomoc biednym i głodnym dzieciom w Afryce, chorym na AIDS i innym potrzebującym. Stowarzyszenie założone przez Claudię Koll realizuje konkretne projekty pomocowe dla kilku diecezji w Afryce.
Claudia Koll ograniczyła swoją działalność zawodową na rzecz coraz częstszych spotkań z wiernymi wielu włoskich parafii. Świadectwo swojego nawrócenia głosi również poza granicami Włoch. Spotyka się często z młodymi ludźmi dzieląc się z nimi radością z odnalezienia prawdziwego sensu w życiu. W życiu Claudii ogromną rolę odegrało Orędzie Miłosierdzia, którego Apostołką była św. Faustyna Kowalska.
W 2010 roku adoptowała 16-letniego Jean Marie z Burundi a później 6-letniego Nathanaela, również z Afryki.
Claudia Koll była honorową przewodniczącą Włoskiego Stowarzyszenia Chorych na celiakię. Sama jest dotknięta tą chorobą.

## Wybrana filmografia
- Una donna tutto sbagliata (1988)
- Orlando sei (1989)
- Così fan tutte (1992)
- Benito - The Rise And Fall Of Mussolini (1993)
- Miracolo italiano (1994)
- Uomini sull'orlo di una crisi di nervi (1995)
- Les amants de riviere rouge (1996)
- Cucciolo (1998)
- Linda e brigadiere (1997–2000)
- Valeria medico legale (2000–2001)
- L'Impero (2000)
- Maria Goretti (2003)
- Amiche (2004)
- Święty Piotr (San Pietro) (2005)